# La tradizione. La sceneggiata
La tradizione. La sceneggiata è una raccolta di Mario Merola del 2009.

## Brani

### Disco 1
- Ciente Appuntamente (3:52)
- Eternamente Tua (3:53)
- Giuramento (4:14)
- O' Masto (3:11)
- Ncatenacore (3:27)
- Nnammurato 'E Te (3:37)
- A Retirata (2:52)
- Serenata Smargiassa (2:47)
- Spusalizio 'E Marenare (3:13)
- O Treno D' 'O Sole (3:57)
- O' Vascio (2:49)
- Canzone Mbriaca (4:33)
- Qui Fu Napoli (3:35)
- Totonno Se Nne Va' (1:59)
- Quanno Amore Vo' Fila' (4:05)
- O' Carcerato (4:13)

### Disco 2
- Catarì (4:01)
- Chiove (4:12)
- E Dduje Paravise (3:05)
- Funtana All'Ombra (3:16)
- Io Na Chitarra E 'A Luna (1:01)
- O' Munasterio (1:46)
- Napule Ca SeNe Va! (3:49)
- Oili Oila (3:22)
- Pupatella (2:39)
- Pusilleco Addiruso (1:55)
- Santa Lucia Luntana (4:43)
- A Serenata 'E Pulecenella (2:51)
- Scetate (4:15)
- Sona Chitarra (3:18)
- Tu Ca Nun Chiagne (4:03)
- Canzone Appassiunata (3:23)

### Disco 3
- Zappatore (3:56)
- Cinematografo (3:24)
- Amico Permettete (3:33)
- Chiamate Napoli (4:05)
- Core Furastiero (2:59)
- O Festino (2:36)
- E Figlie (3:58)
- Guapparia (3:49)
- Lacreme Napulitane (4:12)
- A Legge (2:27)
- Mamma Addo' Sta? (3:47)
- Mamma Perdoname (4:15)
- Medaglia D'Oro (3:49)
- Povero Guappo (3:13)
- Povera Santa (3:31)
- O Rre D' 'A Sceneggiata (3:30)
- Tradimento (3:56)